# كارنونتوم
كارنونتوم هي مدينة رومانية قديمة كانت تقع في بانونيا في شرق النمسا قرب حدود المجر حالياً. كانت عاصمة ولاية بانونيا. كانت مدينة كبيرة في ذلك الزمن وصل تعدادها إلى 50 ألف. وكانت تحتوي على حصن كبير. بنيت من قبل الإمبراطور أغسطس في سنة 6 ميلادية وقد أتخذها الإمبراطور غاليريوس كمركز له. بقيت هذه المدينة إلى ان تم هدمها من قبل هجمات البرابرة.